# Rolf Heinecker
Rolf Heinecker (* 26. März 1922 in Kreuzburg, Oberschlesien; † 4. September 2014 in Kassel) war ein deutscher Internist und Kardiologe. Er war Direktor der Medizinischen Klinik II der Städtischen Kliniken Kassel und ist unter anderem Autor eines mehrfach aufgelegten Standardwerkes zum Elektrokardiogramm (EKG).

## Leben
Heinecker leistete sechs Jahre Wehrdienst im Zweiten Weltkrieg. Danach studierte er Medizin und promovierte 1949 an der Philipps-Universität Marburg. 1950 begann er seine internistische Weiterbildung in Bad Nauheim. 1952 wechselte er an die Medizinische Universitätsklinik Frankfurt zu Ferdinand Hoff, wo er sich 1958 habilitierte. 1963 wurde er zum außerplanmäßigen Professor für Innere Medizin ernannt, 1964 wechselte er als Direktor der Medizinischen Klinik II an die Städtischen Kliniken Kassel. Hier baute er eine internistische Klinik mit kardiologischem Schwerpunkt auf. Auf seine Initiative wurden auch weitere nephrologische und onkologische Abteilungen gegründet. 1985 wurde er pensioniert.
Sein Standardwerk EKG in Klinik und Praxis (zuerst EKG-Fibel) lag 1999 in der 14. Auflage vor; das Buch wurde auch in mehrere Sprachen übersetzt. Seine wissenschaftliche Tätigkeit setzte er auch nach seiner Pensionierung fort. Insgesamt hat er etwa 200 Veröffentlichungen aufzuweisen und rund 50 EKG-Kurse gegeben.